# Maji betyder vand - et vandprojekt i Tanzania
|  | Denne artikel er oprettet af botten PalnaBot ud fra en ekstern database. Den kan derfor have sproglige fejl eller mangler. Denne skabelon kan fjernes efter kontrol af indholdet. |

Maji betyder vand - et vandprojekt i Tanzania er en dokumentarfilm fra 1984 instrueret af Simon Plum.

## Handling
I landsbyen Iringa i Tanzania arbejder befolkningen - med hjælp fra DANIDA - på at gennemføre et vandprojekt, som skal skaffe de daglige fornødenheder nærmere til familiernes boliger. Filmen viser, hvor langt kvinderne skal gå for at hente vand, og hvor fysisk hård og tidskrævende denne proces er. Med en landsbykvinde som fortællende ledefigur følger filmen, hvordan landsbyen står sammen om det teknisk enkle projekts organisatoriske og praktiske gennemførelse.